# Katie Holmes
Pour les articles homonymes, voir Holmes.
Kate Noelle Holmes, dite Katie Holmes (/keɪt̮i ˈhoʊmz/), est une actrice, réalisatrice et productrice américaine, née le 18 décembre 1978 à Toledo (Ohio).
Elle est devenue célèbre pour avoir joué dans la série télévisée Dawson entre 1998 et 2003. Elle a aussi incarné Jackie Kennedy dans la mini-série Les Kennedy, qui obtient de nombreuses récompenses,.
Depuis l'arrêt de Dawson, elle a poursuivi sa carrière au cinéma en jouant par exemple dans Mrs. Tingle (1999), Phone Game (2003), Des étoiles plein les yeux (2004), Batman Begins (2005), Thank You for Smoking (2006), Don't Be Afraid of the Dark (2010), Jack et Julie (2011), The Giver (2014), Logan Lucky (2017), Dear Dictator (2018) ou encore Le Secret : Tous les rêves sont permis (2020).
Elle a aussi joué à Broadway, dans All My Sons d'Arthur Miller.
Elle a également réalisé trois films : All We Had (2016), Alone Together (2022) (en) et Rare Objets (2023).
Elle a été mariée à l'acteur Tom Cruise de 2006 à 2012, avec lequel elle a une fille, Suri Cruise (née le 18 avril 2006).

## Biographie

### Jeunesse
Katie Holmes naît le 18 décembre 1978 à Toledo, dans l'Ohio.
Fille de l'avocat Martin Joseph Holmes Sr. et de la décoratrice Kathleen Holmes (née Stothers), elle est la benjamine d'une famille catholique de cinq enfants. Elle a trois sœurs (Tamera, Holly et Nancy) et un frère (Martin Jr.).
Rêvant d'Hollywood sans oser penser en faire partie un jour, elle fait du théâtre dès l'école secondaire (Notre-Dame Academy, école catholique pour filles de sa ville natale). Elle fait du mannequinat, avec un certain succès, mais ne souhaite pas continuer car elle préférerait être actrice. Elle va alors participer à des castings.
En 1997, elle finit l'école secondaire et diffère jusqu'en 2000 son admission à l'université Columbia.
C'est lors d'une convention pour jeunes talents, qui se déroule à New York, qu'elle fait la rencontre d'un agent qui l'encourage à passer des auditions à Los Angeles.

### Révélation télévisuelle et cinéma
Juste après sa seconde audition, elle débute dès 1997 avec le drame Ice Storm, sous la direction d'Ang Lee, dans lequel elle donne la réplique aux expérimentés Sigourney Weaver et Kevin Kline.
Mais sa carrière est surtout lancée par la télévision. Elle refuse le rôle-titre de la série fantastique Buffy contre les vampires, préférant se consacrer à ses études, mais elle accepte peu de temps après celui de Joey Potter, la jeune adolescente garçon manqué et indépendante de la série télévisée sentimentale Dawson (Dawson's Creek).
Cette série raconte les problèmes et surtout les premiers émois sentimentaux de quatre adolescents, dans la ville imaginaire de Capeside. Au cours des six saisons, de nombreux thèmes de société sont abordés (homosexualité, drogue, cancer, mort...). Le succès de la fiction est colossal et la prestation de l'actrice remarquée.
Son interprétation est saluée à plusieurs reprises, elle remporte le MTV Movie & TV Awards de la meilleure révélation féminine,. Son personnage est ainsi considérablement développé au cours des six saisons, au point d'en devenir presque l'héroïne durant les deux dernières.
Lorsque la série s'achève en 2003, sous la houlette du créateur Kevin Williamson, revenu exceptionnellement signer le dernier épisode, la comédienne a déjà fait ses premiers pas sur grand écran.
Elle capitalise ensuite sur son image d'icône adolescente avec les films d'horreur Comportements troublants, réalisé par David Nutter (un producteur de la série The X-Files), sorti en 1998, puis en menant Mrs. Tingle, réalisé par le créateur de Dawson, Kevin Williamson. Le film est un échec commercial malgré une citation pour le Saturn Awards du meilleur film d'horreur.
En 1999, elle porte la comédie dramatique indépendante Go, troisième long-métrage de Doug Liman acclamé par la critique.
En 2000, elle retrouve son partenaire de Ice Storm, Tobey Maguire, pour la comédie dramatique Wonder Boys de Curtis Hanson, et partage l'affiche du thriller Intuitions avec d'autres acteurs confirmés, et sous la direction d'un autre grand cinéaste hollywoodien, Sam Raimi.
Ses deux prestations lui permettent d'enchaîner avec les premiers rôles féminins de deux thrillers : en 2002, elle joue le premier rôle féminin dans Phone Game, de Joel Schumacher, qui rencontre un franc succès, elle y incarne la compagne du héros incarné par la star Colin Farrell, puis elle est la tête d'affiche de Abandon, écrit et réalisé par Stephen Gaghan, mais c'est un échec critique et commercial.

### Progression avortée

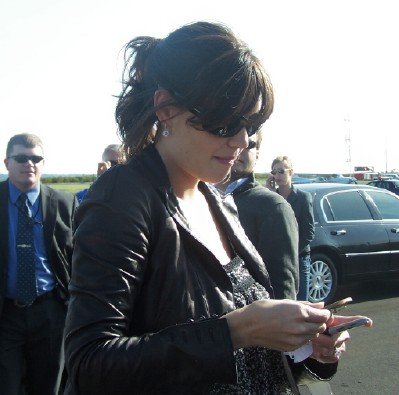
Katie Holmes photographiée en 2006.

À peine quelques mois après la fin de Dawson, elle est la tête d'affiche d'une comédie dramatique indépendante qui impressionne la critique, Pieces of April de Peter Hedges, où elle casse son image d'adolescente sage.
En 2004, elle se prête néanmoins une dernière fois au jeu pour la comédie romantique Des étoiles plein les yeux, mis en scène par l'acteur Forest Whitaker, où elle joue la fille du président des États-Unis.
L'année suivante la fait néanmoins basculer dans la cour des grands : elle interprète en effet le premier rôle féminin du blockbuster Batman Begins, de Christopher Nolan, un énorme succès critique et commercial de l'année 2005, puis fait partie de la distribution principale de la satire Thank You for Smoking, de Jason Reitman, également largement salué par la critique.
Sa carrière connait néanmoins un arrêt brutal cette même année, qui coïncide avec son mariage avec la star Tom Cruise. Elle ne sort ainsi aucun film entre 2006 et 2007. Elle est donc remplacée par Maggie Gyllenhaal dans The Dark Knight, la suite de Batman Begins, qui finit par surpasser le premier opus en termes de recettes et d'accueil critique, récoltant même des Oscars en 2008.
Cette année-là, elle se contente donc de faire son retour dans la comédie d'action Mad Money, où elle partage l'affiche avec Diane Keaton et Queen Latifah. Il est possible de l'apercevoir dans un épisode de la série judiciaire Eli Stone, créée par l'un des anciens producteurs exécutifs de Dawson.

### Passage au second plan
Elle ne revient ensuite qu'en 2010 dans deux comédies : la romantique Les Meilleurs Amis dont elle est également la productrice exécutive, puis l'indépendant The Extra Man. Les deux œuvres passent inaperçues et sont fraîchement accueillies par la critique.
En 2011, elle tente de s'investir dans des projets plus risqués et diversifiés.
Après un film d'horreur écrit et produit par Guillermo Del Toro, Don't Be Afraid of the Dark, elle participe au polar Un flic pour cible, porté par un débutant Channing Tatum. Elle s'aventure aussi sur le terrain de la comédie potache en donnant la réplique à Adam Sandler pour Jack et Julie, de Dennis Dugan. Le film est un énorme échec critique et vaut à l'actrice sa seconde nomination au Golden Raspberry de la pire actrice (le premier datant de 2005, pour sa prestation dans le pourtant salué Batman Begins).

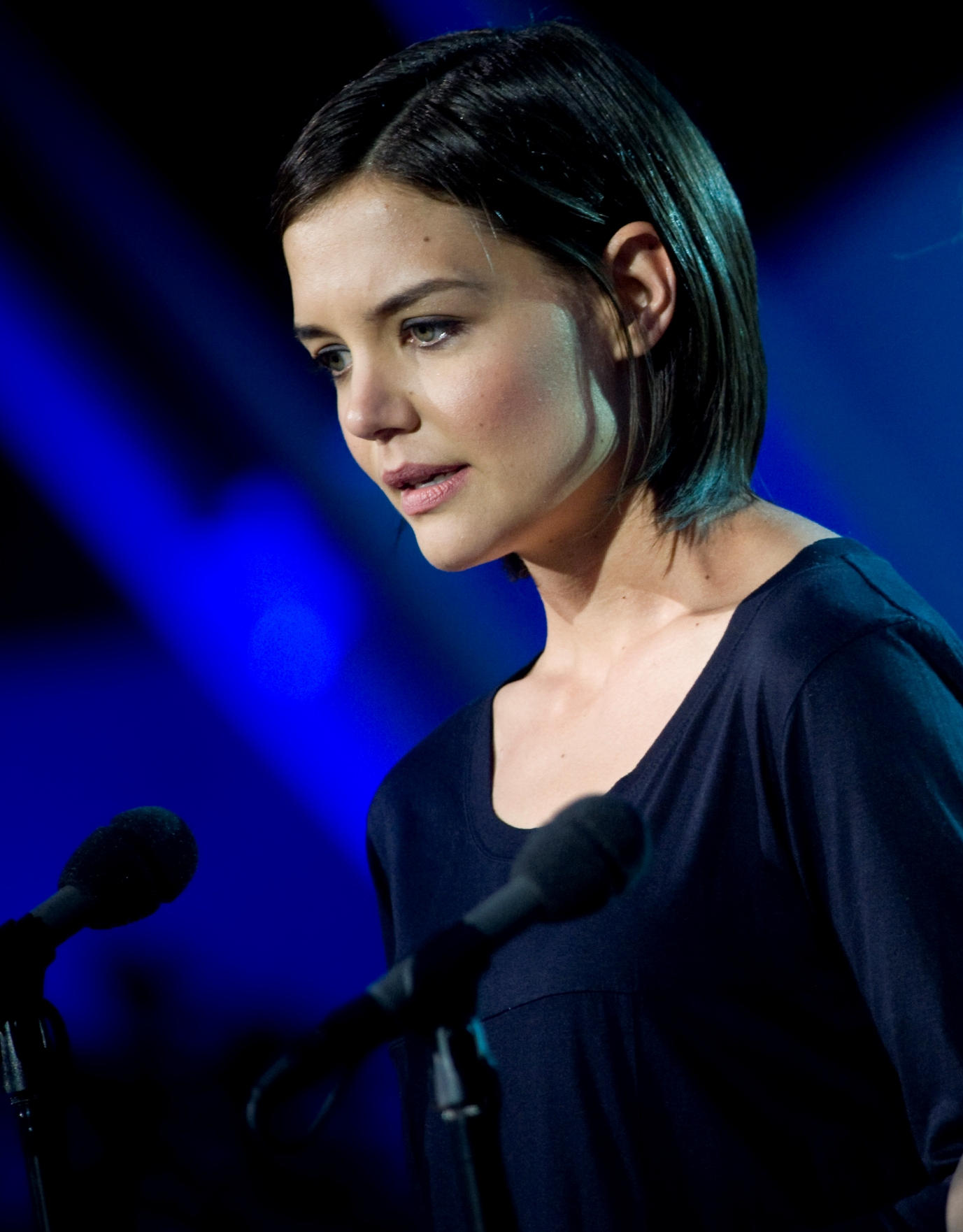
Katie Holmes à Washington en 2009.

Cette même année, elle tente aussi de revenir par la télévision avec la mini-série historique Les Kennedy, où elle prête ses traits à Jacqueline Kennedy. La série est un succès d'audience, et reçoit plusieurs nominations aux Emmy Awards. Elle joue aussi les guests dans deux programmes très suivis : l'émission So You Think You Can Dance, où elle est invitée à participer au jury, puis deux épisodes de la populaire sitcom How I Met Your Mother.

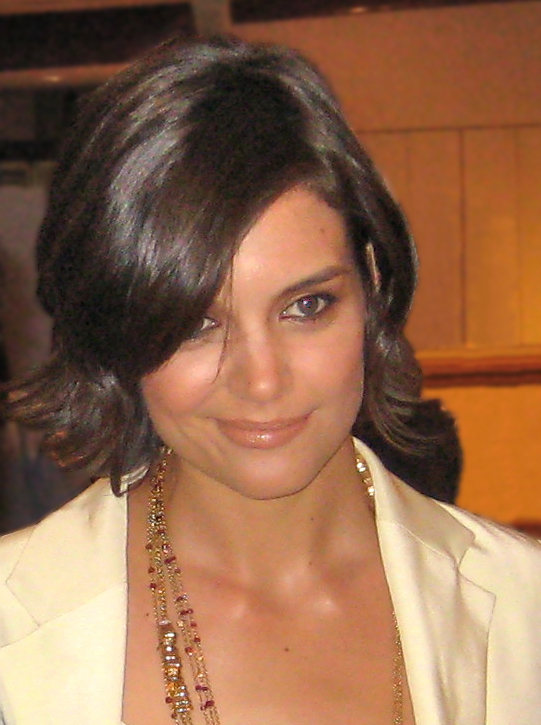
Katie Holmes au dîner des correspondants de la Maison-Blanche en 2012.

Le 15 janvier 2013, le célèbre magazine GQ décide de classer Katie Holmes (3e place) parmi les 100 femmes les plus sexy du millénaire aux côtés de Beyoncé ou de Megan Fox.
En 2014, désormais divorcée de Tom Cruise, elle propose deux longs métrages très différents : tout d'abord le décalé Miss Meadows, de Karen Leigh Hopkins, comédie dramatique indépendante où elle incarne une dangereuse justicière se dissimulant derrière un personnage de sage institutrice. Puis, à seulement 35 ans, elle joue une mère d'adolescent dans le film de science-fiction, The Giver de Phillip Noyce, qui obtient de bonnes critiques, tout en amassant plus de 67 millions de dollars.
En 2015, elle alterne de nouveau rôle principal d'un projet indépendant et rôle secondaire dans un film plus exposé : elle apparaît en effet dans le thriller britannique La Femme au tableau de Simon Curtis, avec Helen Mirren et Ryan Reynolds, qui est un succès avec plus de 61,6 millions de dollars de recettes, puis mène la romance Mania Days du novice Paul Dalio. Elle participe également à plusieurs épisodes de la troisième saison de la série dramatique Ray Donovan.
En 2016, elle incarne de nouveau Jacqueline Kennedy pour une suite de Les Kennedy, et revient sur grand écran avec son premier film indépendant en tant que réalisatrice, le drame All We Had dont elle partage l'affiche avec Luke Wilson.

### Retour progressif
Le 25 octobre 2017, elle est la vedette de la comédie dramatique Logan Lucky, aux côtés de Daniel Craig, Sebastian Stan, Channing Tatum, Seth MacFarlane et Hilary Swank. Le film rencontre un succès modeste, recevant d'excellentes critiques, mais récoltant 48 millions de dollars de recettes dans le monde pour un budget de 30 millions.
En 2018, elle est à l'affiche du film indépendant Dear Dictator, aux côtés de Michael Caine, Odeya Rush, Seth Green et Jason Biggs, qui est diffusé dans de nombreux festivals et reçoit des critiques mitigées. Toujours la même année, elle fait un caméo dans Ocean's Eight, porté par Sandra Bullock, Cate Blanchett, Anne Hathaway, Mindy Kaling, Rihanna et Sarah Paulson. Le film reçoit des critiques mitigées et récolte 297,7 millions de dollars de recettes dans le monde.
En 2019, elle s'illustre dans le film indépendant Coda, aux côtés de Patrick Stewart, qui est acclamé par la critique.
En 2020, elle fait son retour en vedette du film d'horreur The Boy : La Malédiction de Brahms réalisé par William Brent Bell,,. Malgré des critiques négatives, le film amasse plus de 20 millions de dollars de recettes dans le monde,,. Le 30 juillet 2020, elle porte l'adaptation du best-seller de Rhonda Byrne Le Secret : Tous les rêves sont permis aux côtés de Josh Lucas, Jerry O'Connell et Celia Weston, qui malgré la pandémie du Covid-19, sort dans quelques salles aux Etats-Unis, tout en étant disponible en digital dans les autres pays.
Le 14 Juillet 2022, sort sur les écrans son second film qu’elle dirige, la comédie romantique Alone Together (en), qui comprend en vedettes Jim Sturgess, Derek Luke, Melissa Leo, Zosia Mamet et Becky Ann Baker,.
Le 26 Janvier 2023, elle retourne à Broadway pour jouer la pièce The Wanderers, écrit par Anna Ziegler. Le 14 Avril 2023, elle révèle son 3eme long métrage intitulé Rare Objects, qui inclut au casting Julia Mayorga, Saundra Santiago, Candy Buckley, Giancarlo Vidrio, Derek Luke et Alan Cumming,. Le film n'à toujours pas obtenu de version doublée en langage francophone.

## Vie privée

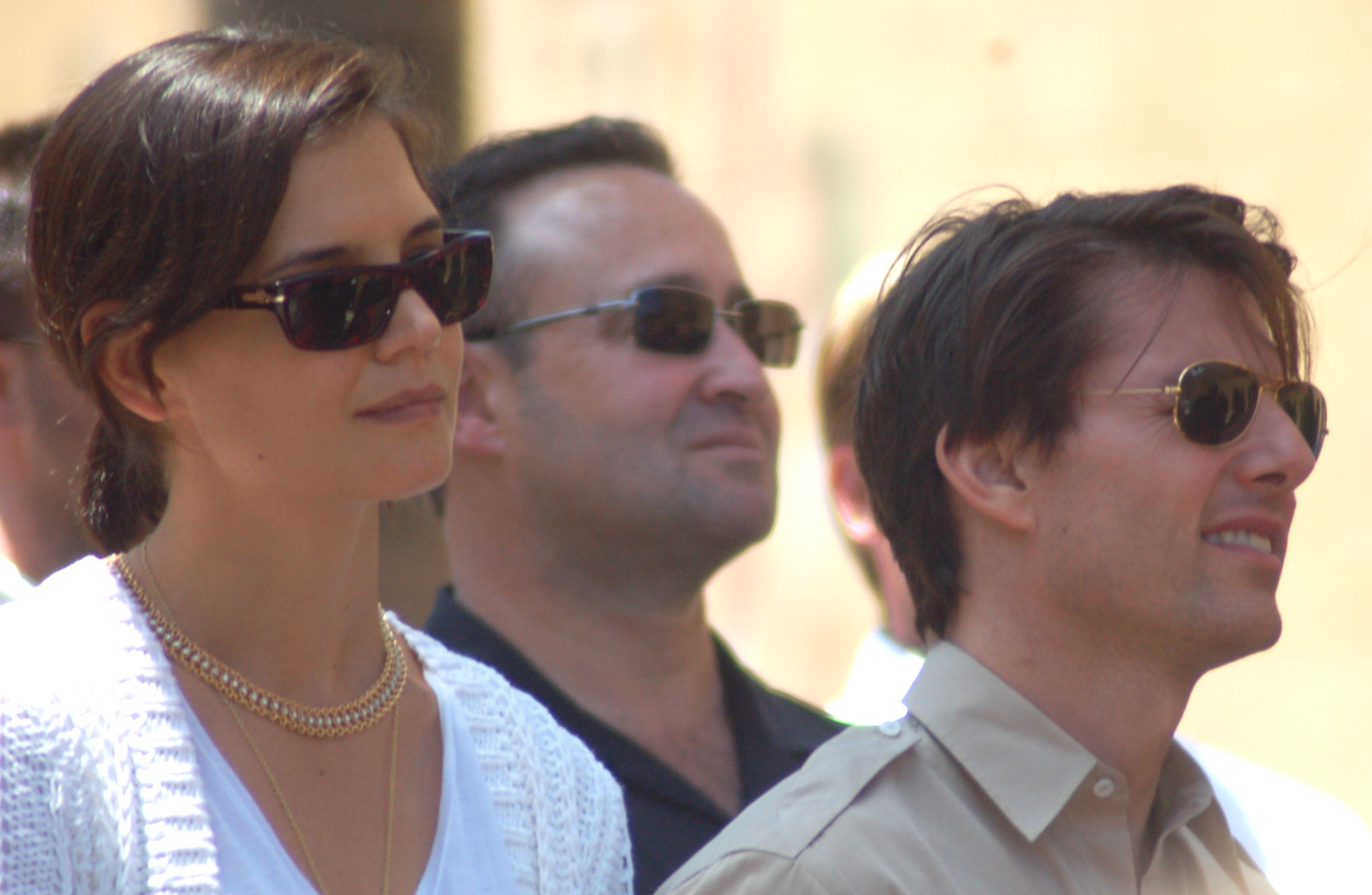
Katie Holmes aux côtés de son mari Tom Cruise en juin 2009.

Entre 1997 et 1999, Katie a fréquenté l'acteur Joshua Jackson, son partenaire dans la série Dawson. Katie a même révélé dans une interview qu'il était son "premier amour",.
En janvier 2000, elle se met en couple avec l'acteur Chris Klein - avec qui elle se fiance en décembre 2003. Cependant, ils se séparent en février 2005, au bout de cinq ans de relation et quatorze mois de fiançailles.
En avril 2005, Katie devient la compagne de l'acteur Tom Cruise - de 16 ans son aîné. Après s’être fiancés en juin 2005, ils se marient le 18 novembre 2006 à Bracciano, en Italie. Ensemble, ils ont une fille, prénommée Suri (née le 18 avril 2006). Le 29 juin 2012, Katie annonce qu'elle demande le divorce, citant des "différends irréconciliables" ; elle réclame la garde exclusive de sa fille, ainsi qu'un montant approprié comme règlement financier de la part de Tom Cruise, dont la fortune est évaluée à un peu plus de 275 millions de dollars,. Le 9 juillet 2012, leur divorce a été prononcé et Katie obtient la garde exclusive de Suri,.
De août 2014 à mai 2019, Katie a été la compagne de l'acteur, humoriste et musicien Jamie Foxx,,,.
En 2022, elle fréquente le musicien  Bobby Wooten III.

## Filmographie

### Cinéma

#### Longs métrages
- 1997 : Ice Storm (The Ice Storm) d'Ang Lee : Libbets Casey
- 1998 : Comportements troublants (Disturbing Behavior) de David Nutter : Rachel Wagner
- 1999 : Go de Doug Liman : Claire Montgomery
- 1999 : Mrs. Tingle (Teaching Mrs. Tingle) de Kevin Williamson : Leigh Ann Watson
- 2000 : Wonder Boys de Curtis Hanson : Hannah Green
- 2000 : Intuitions (The Gift) de Sam Raimi : Jessica King
- 2002 : Phone Game de Joel Schumacher : Pamela McFadden
- 2002 : Abandon de Stephen Gaghan : Katie Burke
- 2003 : The Singing Detective de Keith Gordon : Nurse Mills
- 2003 : Pieces of April de Peter Hedges : April Burns
- 2004 : Des étoiles plein les yeux de Forest Whitaker : Samantha McKenzie
- 2005 : Batman Begins de Christopher Nolan : Rachel Dawes
- 2006 : Thank You for Smoking de Jason Reitman : Heather Holloway
- 2008 : Mad Money de Callie Khouri : Jackie Truman
- 2008 : The Brothers Bloom, version française Les Frères Bloom
- 2010 : Les Meilleurs Amis (The Romantics) de Galt Niederhoffer : Laura
- 2010 : The Extra Man de Shari Springer Berman et Robert Pulcini : Mary Powell
- 2011 : Un flic pour cible (The Son of No One) de Dito Montiel : Kerry White
- 2011 : Don't Be Afraid of the Dark de Troy Nixey : Kimberly « Kim » Hirst
- 2011 : Jack et Julie (Jack & Jill) de Dennis Dugan : Mme Murry
- 2013 : Underdogs de Juan José Campanella : Laura adulte (voix)
- 2014 : The Giver de Phillip Noyce : La mère de Jonas
- 2014 : Days and Nights de Christian Camargo : Alex
- 2014 : Miss Meadows de Karen Leigh Hopkins : Miss Meadows
- 2015 : La Femme au tableau (Woman in Gold) de Simon Curtis : Pam
- 2015 : Touched with Fire de Paul Dalio : Carla
- 2016 : All We Had d'elle-même : Rita Carmichae
- 2017 : Logan Lucky de Steven Soderbergh : Bobbie Jo Logan Chapman
- 2018 : Dear Dictator de Lisa Addario et Joe Syracuse : Darlene Mills
- 2018 : Ocean's 8 de Gary Ross : elle-même (caméo)
- 2020 : The Boy : La Malédiction de Brahms (Brahms: The Boy II) de William Brent Bell : Lisa
- 2020 : Le Secret : Tous les rêves sont permis (The Secret: Dare to Dream) d'Andy Tennant : Miranda Wells
- 2020 : Coda de Claude Lalonde : Helen Morrison
- 2022 : Alone Together (en) d'elle-même : June
- 2023 : Rare Objects d'elle-même : Diana Van Der Laar

#### Court métrage
- 1999 : Eve 6: Tongue Tied de Scott Sampler : L'étudiante

### Télévision

#### Séries télévisées
- 1998 - 2003 : Dawson (Dawson's Creek) : Joey Potter
- 2008 : Eli Stone : Grace Fuller
- 2011 : Les Kennedy (The Kennedys) : Jacqueline Kennedy
- 2011 - 2013 : How I Met Your Mother : Naomi
- 2015 : Ray Donovan : Paige Finney
- 2017 : The Kennedys After Camelot : Jacqueline Kennedy
- 2018 : Robot Chicken : Anna Mary Jones / Dee Dee (voix)
- 2025 : Poker Face : Greta Finch, (saison 2, épisode 2)

#### Téléfilm
- 2020 : No Apologies de Sanaa Hamri : Hazel Otis

### Clips vidéo
- 1998 : Got You (Where I Want You) de The Flys
- 2000 : Things Have Changed de Bob Dylan

### Productrice
- 2015 : Touched with Fire de Paul Dalio (co-productrice)
- 2016 : All We Had d'elle-même
- 2017 : The Kennedys After Camelot (7 épisodes)
- 2021 : Almost A Year de Jamieson Baker (court métrage)
- 2022 : Alone Together (en) d'elle-même
- 2023 : Rare Objects d'elle-même

#### Productrice exécutive
- 2010 : Les Meilleurs Amis (The Romantics) de Galt Niederhoffer
- 2014 : Miss Meadows de Karen Leigh Hopkins

### Réalisatrice
- 2015 : Eternal Princess (court métrage documentaire)
- 2016 : All We Had
- 2017 : The Kennedys After Camelot (1 épisode)
- 2022 : Alone Together (en)
- 2023 : Rare Objects

### Scénariste
- 2021 : Almost A Year de Jamieson Baker (court métrage)
- 2022 : Alone Together (en)
- 2023 : Rare Objects

## Distinctions
Sauf indication contraire ou complémentaire, les informations mentionnées dans cette section proviennent de la base de données IMDb.

### Récompenses
- 1999 : MTV Movie Award de la meilleure révélation féminine de l'année pour Comportements troublants
- 2011 : Women in Film Crystal and Lucy Awards : Prix Face of The future.
- 2016 : Napa Valley Film Festival : Prix du Jury du meilleur film pour le drame All We Had

### Nominations
- 1999 : 25e cérémonie des Saturn Awards 1999 : Meilleur(e) jeune acteur ou actrice pour Comportements troublants
- 1999 : Teen Choice Awards de la meilleure actrice de série télévisée dramatique pour Dawson
- 2000 : MTV Movie Award du meilleur baiser (partagé avec Barry Watson) pour Mrs. Tingle
- 2000 : Teen Choice Awards de la meilleure actrice de série télévisée dramatique pour Dawson
- 2000 : Teen Choice Awards de la meilleure alchimie (partagé avec Barry Watson) pour Mrs. Tingle
- 2001 : Teen Choice Awards de la meilleure actrice de série télévisée dramatique pour Dawson
- 2002 : Teen Choice Awards de la meilleure actrice de série télévisée dramatique pour Dawson
- 2003 : Teen Choice Awards de la meilleure actrice de série télévisée dramatique pour Dawson
- 2004 : Satellite Awards : Meilleure actrice pour Pieces of April
- 2005 : Teen Choice Awards de la meilleure star féminine dans un film sortie en été pour Batman Begins
- 2006 : Saturn Awards : Meilleure actrice dans un second rôle pour Batman Begins
- 2015 : Festival du film de Tribeca du meilleur court-métrage documentaire pour Eternal Princess
- 2016 : Camerimage de la meilleure nouvelle réalisatrice pour All We Had
- 2021 : Alliance of Women Film Journalists Awards : Actrice ayant le plus besoin d'un nouvel agent pour Le Secret : Oser le rêve

## Voix francophones
En France, Alexandra Garijo est la voix régulière de Katie Holmes. Il y a également Caroline Victoria qui l'a doublée à huit reprises.
Au Québec, l'actrice est régulièrement doublée par Aline Pinsonneault.